# أندريه بوشر
أندريه بوشر مواليد 19 أكتوبر 1976، هو عداء سويسري متخصص في 800 متر. شارك في دورة الألعاب الأولمبية. فاز بجائزة أفضل لاعب قوى في أوروبا.

## سجل المنافسة
| العام       | المسابقة                                    | المكان           | المركز      | حدث           | ملاحظة        |
| يمثل سويسرا | يمثل سويسرا                                 | يمثل سويسرا      | يمثل سويسرا | يمثل سويسرا   | يمثل سويسرا   |
| ----------- | ------------------------------------------- | ---------------- | ----------- | ------------- | ------------- |
| 1994        | بطولة العالم للناشئين لألعاب القوى 1994     | لشبونة           | 2           | 1500 م        | 3:40.46       |
| 1995        | بطولة أوروبا لألعاب القوى للناشئين 1995     | نيرغهازا، المجر  | 2           | 800 م         | 1:46.73       |
| 1996        | الألعاب الأولمبية الصيفية 1996              | أتلانتا (جورجيا) | 11          | 800 م         | 1:46.41       |
| 1997        | بطولة أوروبا لألعاب القوى تحت 23 سنة 1997   | توركو            | 2           | 800 م         | 1:47.13       |
| 1997        | بطولة العالم لألعاب القوى 1997              | أثينا            | 14          | 800 م         | 1:46.88       |
| 1998        | بطولة أوروبا لألعاب القوى 1998              | بودابست          | 2           | 800 م         | 1:45.04 (NR)  |
| 1999        | بطولة العالم لألعاب القوى داخل الصالات 1999 | مايه-باشي        | 23          | 800 م         | 1:52.43       |
| 1999        | الألعاب الجامعية الصيفية 1999               | ميورقة (مدينة)   | 2           | 800 م         | 1:46.49       |
| 1999        | بطولة العالم لألعاب القوى 1999              | إشبيلية          | 19          | 800 م         | 1:48.07       |
| 2000        | الألعاب الأولمبية الصيفية 2000              | سيدني            | 5           | 800 م         | 1:45.40       |
| 2000        | الألعاب الأولمبية الصيفية 2000              | سيدني            | 16          | 4x400 م تتابع | 3:06.01       |
| 2001        | بطولة العالم لألعاب القوى داخل الصالات 2001 | لشبونة           | 3           | 800 م         | 1:46.46       |
| 2001        | بطولة العالم لألعاب القوى 2001              | إدمونتون         | 1           | 800 م         | 1:43.70       |
| 2002        | بطولة أوروبا لألعاب القوى داخل الصالات 2002 | فيينا            | 2           | 800 م         | 1:44.93 (iNR) |
| 2002        | بطولة أوروبا لألعاب القوى 2002              | ميونخ            | 2           | 800 م         | 1:47.43       |
| 2003        | بطولة العالم لألعاب القوى 2003              | باريس            | 11          | 800 م         | 1:46.67       |
| 2004        | الألعاب الأولمبية الصيفية 2004              | أثينا            | 38          | 800 م         | 1:47.34       |
| 2005        | بطولة العالم لألعاب القوى 2005              | هلسنكي           | 23          | 800 م         | 1:47.97       |

## الميداليات
| الميدالية | المسابقة                                    |
| --------- | ------------------------------------------- |
| ذهبية     | بطولة العالم لألعاب القوى 2001              |
| فضية      | بطولة أوروبا لألعاب القوى 1998              |
| فضية      | بطولة أوروبا لألعاب القوى 2002              |
| فضية      | بطولة أوروبا لألعاب القوى داخل الصالات 2002 |

## روابط خارجية
- أندريه بوشر على موقع الاتحاد الدولي لألعاب القوى (الإنجليزية)
- أندريه بوشر على موقع اللجنة الأولمبية الدولية (الإنجليزية)
- أندريه بوشر على موقع أوليمبيديا (الإنجليزية)